# Донець-Захаржевський Іван Григорович
Іван Григорович Донець-Захаржевський (1695 — 23 листопада 1723) — український козацький військовий діяч. Наказний полковник Харківського слобідського козацького полку

## Біографія
Іван Григорович народився в сім'ї видатного козацького діяча Слобожанщини полковника Харківського полку Григорія Єрофійовича Донця, був молодшим сином.
За часи полковництва свого брата Харківського полковника Федора Григоровича Донця (1690—1706) неодноразово був наказним полковником.
У 1693 році передав Курязькому монастирю млин на річці Уди, який його батько незабаром перед смертю заповідав монастирю.
У 1695 році — Харківський полк очолюваний полковником Федором Григоровичем Донцем-Захаржевським бере участь в поході на Кизикермен та Тавань. Разом з ним був й Іван Григорович, але в зв'язку с тим, що їх мати була при смерті повертає назад, щоб бути з нею.
У 1697 році — Федір Григорович очолив похід козаків Харківського полку на Кизикермен, наказним полковником зоставивши Івана Григоровича. В той же час татари зробили напад на землі полку, але були розбиті Іваном Григоровичем.
Наступне згадування Івана Григоровича стосується початку ворожнечі між двома слобідськими старшинськими родами. У 1712 році Харківський полковник Прокопій Куликовський відібрав у Івана Григоровича слободу Бірки (в наш час селище міського типу Бірки), на підставі того, що воно було загарбане з полкових земель без дозволу. Це навело розбрід між Донцями-Захаржевськими та Куликовськими, який тривав до кінця XVIII сторіччя.
23 листопада 1723 році померлого Івана Григоровича було поховано в Курязькому монастирю, ктитором якого він був за життя.

## Родинні зв'язки
Мав двох братів Федора та Костянтина, а також сестру.